# Cadillac Model Thirty
De Cadillac Model Thirty is een wagen van het Amerikaanse automerk Cadillac. Hij was gebaseerd op zijn voorganger, de Cadillac Model G.
De naam was afkomstig van het aantal pk's in de eerste versie van de wagen uit 1909, namelijk 30. In 1912 was de Model Thirty 's werelds eerste wagen die gebruik maakte van een elektrische starter en een geïntegreerd elektrisch systeem.